# Ercinee
De Ercinee is een fabeldier dat waarschijnlijk afgeleid is van de vuurvlieg, en zou verwant zijn aan de cucuio en de alicanto. Het dier zou leven in het Hercynische woud in Duitsland, en daar zichzelf in donkere nachten bijlichten met de gloed van zijn veren. De fosforescentie die van zijn vleugels druipt, geeft zijn route aan. Het wezen wordt omschreven als een vogel.
Als men ’s nachts een mysterieus lichtje in het woud zag dwalen, waarschuwde men ervoor het niet te volgen. Ze kunnen plotseling doven, waarna je in het holst van de nacht in de duisternis verdwaald bent.